# Fotokomórka próżniowa

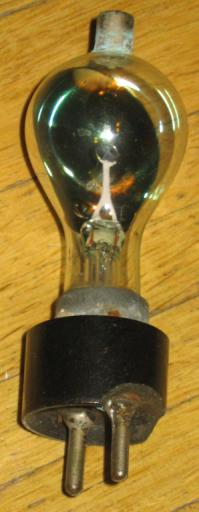
Fotodioda próżniowa starego typu

Fotokomórka próżniowa, fotodioda próżniowa – rodzaj lampy elektronowej próżniowej przeznaczony do wykrywania i pomiaru natężenia światła. Jej zasada działania jest oparta na zjawisku fotoelektrycznym zewnętrznym. Może być elementem przyrządu pomiarowego.
Podstawowym elementem fotodiody jest fotokatoda emitująca elektrony pod wpływem padającego na nią promieniowania. W zależności od materiału, z którego wykonane są fotokatoda i bańka lampy, zakres czułości rozciąga się od bliskiej podczerwieni do nadfioletu i wyżej. Fotokatoda jest wykonywana w postaci blaszki metalowej umieszczonej wewnątrz bańki i pokrytej materiałem tworzącym fotokatodę lub może być napylona bezpośrednio na wewnętrzną powierzchnię bańki. Anoda ma postać cienkiego pręta lub pętli z drutu i powinna być jak najmniejsza, aby nie zasłaniała fotokatody. Ponieważ prądy płynące w lampie są znikome, moc wydzielająca się na anodzie jest również znikoma i jej wielkość nie ma praktycznie znaczenia.
Przy braku oświetlenia przez lampę płynie tzw. prąd ciemny o wartości na ogół kilku – kilkunastu nA (nanoamperów) wynikający głównie z niedoskonałości izolacji pomiędzy anodą a katodą, szczątkowej termoemisji, promieniowania jonizującego itp.
Fotodioda próżniowa jest elementem o niewielkiej czułości – osiągane czułości są rzędu kilkudziesięciu µA/lm (mikroamperów na lumen); prądy płynące przez fotodiodę osiągają wartości kilkudziesięciu mikroamperów, a używane napięcia anoda-katoda są rzędu kilkudziesięciu woltów.
Do zalet fotodiody próżniowej należy bardzo krótki czas reakcji rzędu 10 ns (nanosekund) oraz duża dynamika (stosunek maksymalnego do minimalnego użytecznego sygnału) – rzędu kilkudziesięciu dB (decybeli). Głównym czynnikiem ograniczającym czułość są szumy generowane przez oporność obciążenia.
Istnieją również fotokomórki gazowane, wypełnione gazem szlachetnym (argonem) pod niskim ciśnieniem. Elektrony wybite z katody powodują jonizację gazu, prowadząc do znacznego zwiększenia prądu (5 do 12 razy).